# حميد الأول بن راشد النعيمي
حميد بن راشد النعيمي الحاكم الثاني لعجمان إحدى إمارات الساحل المتصالح التي تشكل الآن دولة الإمارات العربية المتحدة، حكم من عام 1838 إلى عام 1841. انتهى حكمه فجأة عندما استولى شقيقه عبد العزيز بن راشد النعيمي على السلطة. بعد ذلك، استعاد حميد السلطة مرة أخرى بعد وفاة عبد العزيز عام 1848 واستمر في الحكم حتى وفاته عام 1864.

## حياته
تولى حميد بعد وفاة والده الشيخ راشد بن حميد النعيمي. كان الابن الأكبر لراشد، علي، رجل أعمال وابتعد عن المشاركة اليومية في المجلس ولم يكن لديه أي مصلحة في أن يصبح حاكماً. رشحت الأسرة حميد لتولي منصب الحاكم. موضع. تزوج من ابنة الشيخ سلطان بن صقر القاسمي الذي كان حاكم الشارقة في ذلك الوقت والذي كان حميد متحالفًا معه بشكل وثيق. وفي عام 1841، استولى أخوه عبد العزيز على قلعة عجمان وأعلن نفسه حاكماً. في عام 1848 قُتل عبد العزيز في قتال مع الحمرية وأصبح حميد، الذي أصيب أيضًا في الصراع، حاكمًا مرة أخرى.
كان حميد من الموقعين على الهدنة البحرية الدائمة مع البريطانيين، الموقعة في 4 مايو 1853.

## الوفاة
توفي الشيخ حميد عام 1864 وخلفه الشيخ راشد بن حميد النعيمي الثاني.